# الله آباد تشاهريغان (مقاطعة فهرج)
الله‌آباد تشاهريغان (بالفارسية: الله‌آباد چاهریگان) هي قرية تقع في ناحية نغين كوير في إيران. يقدر عدد سكانها بـ 57 نسمة .